# Siegfried Voigt
Siegfried Voigt (n. 3 octombrie 1950, Schneeberg, Republica Democrată Germană, Germania) este un handbalist ce a reprezentat Germania, medaliat olimpic. A participat la 2 ediții ale Jocurilor Olimpice (1972, 1980) în care a câștigat o medalie de aur.